# Interstate 65
Az Interstate 65 (I-65, 65-ös országos autópálya) az Amerikai Egyesült Államok középső és keleti részén, észak-dél irányban szeli át az országot, ezzel (az Interstate 55-höz hasonlóan) összeköti a Mexikói-öblöt és a Nagy-tavakat (a Michigan-tónál ér véget). Mobile-ból, Alabama államból indul és Chicago-tól délkeletre, Gary-ben, Indiana államban ér véget. Útja során 4 államon halad át. Teljes hosszúsága több mint 1400 km.

## Nyomvonala
| állam   | mérföld | kilométer |
| ------- | ------- | --------- |
| AL      | 367,00  | 590,63    |
| TN      | 121,71  | 195,87    |
| KY      | 137,32  | 221,00    |
| IN      | 261,27  | 420,47    |
| Teljes: | 887,30  | 1 427,97  |

### Államok

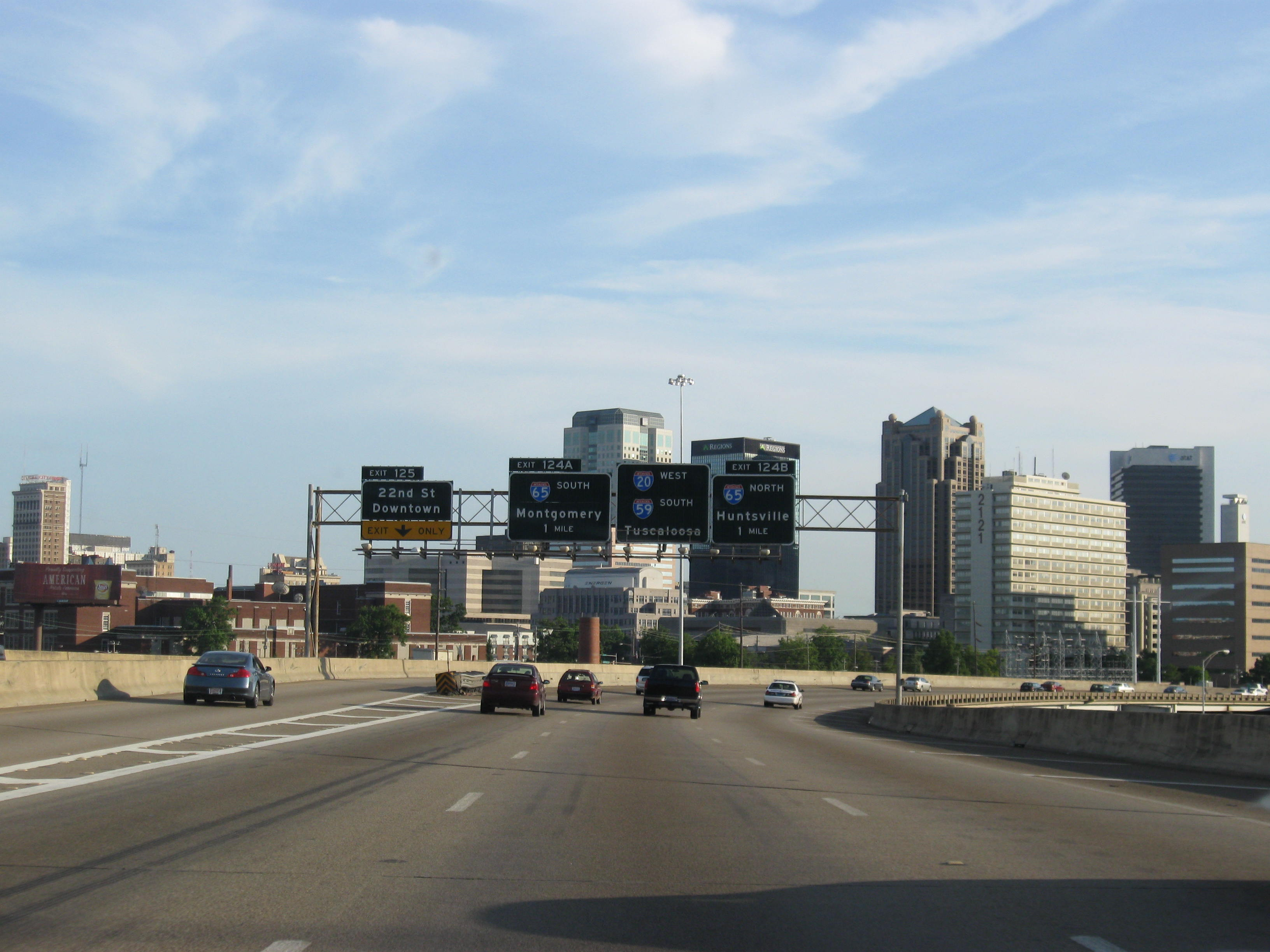
Az I-65 egyik kijárata Birmingham-ben, Alabama államban

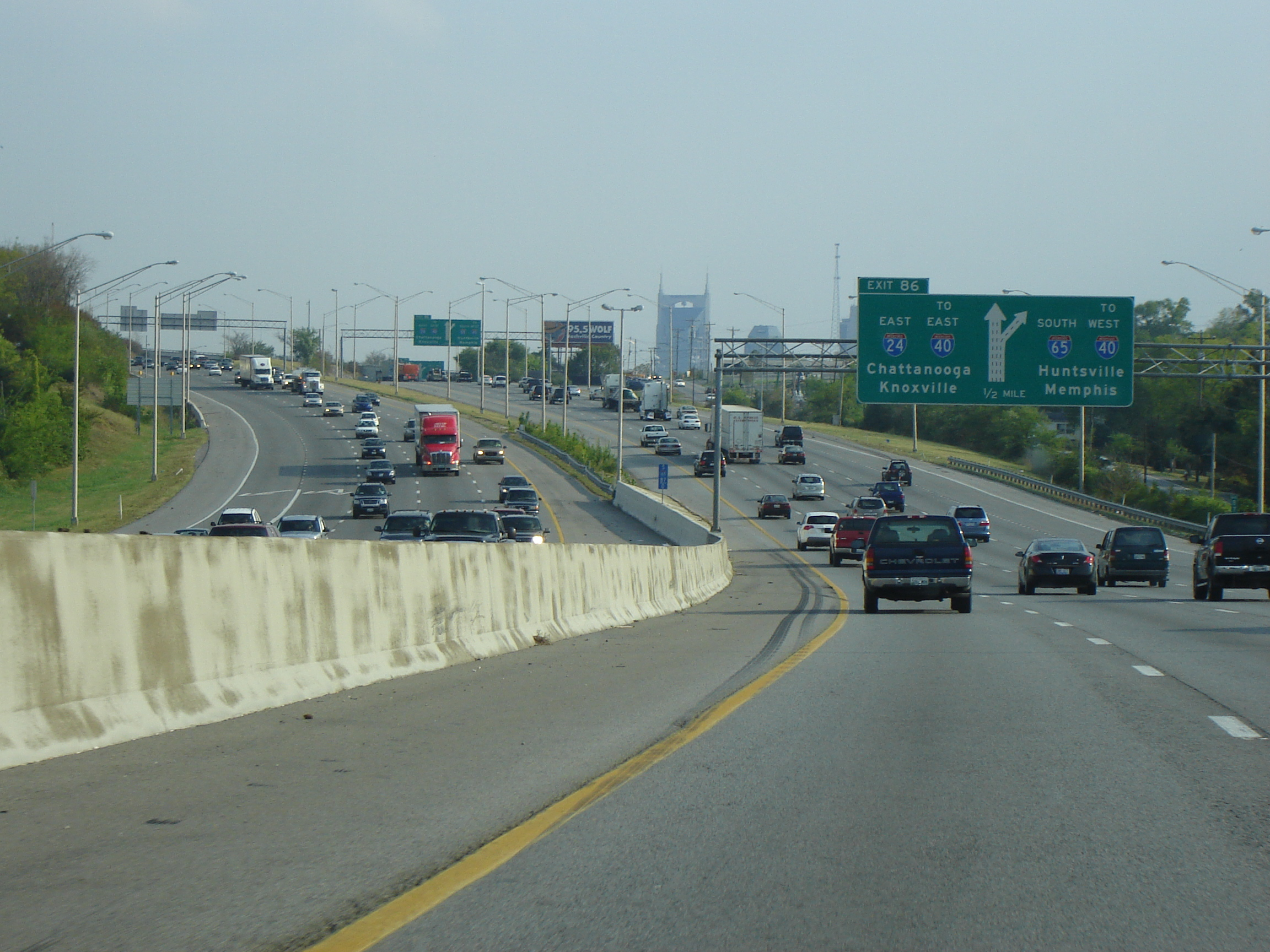
Az I-65 dél felé, Nashville-nél, Tennessee államban

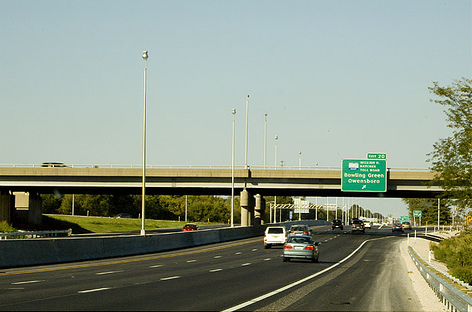
Az I-65 észak felé, Bowling Green-nél, Kentucky államban

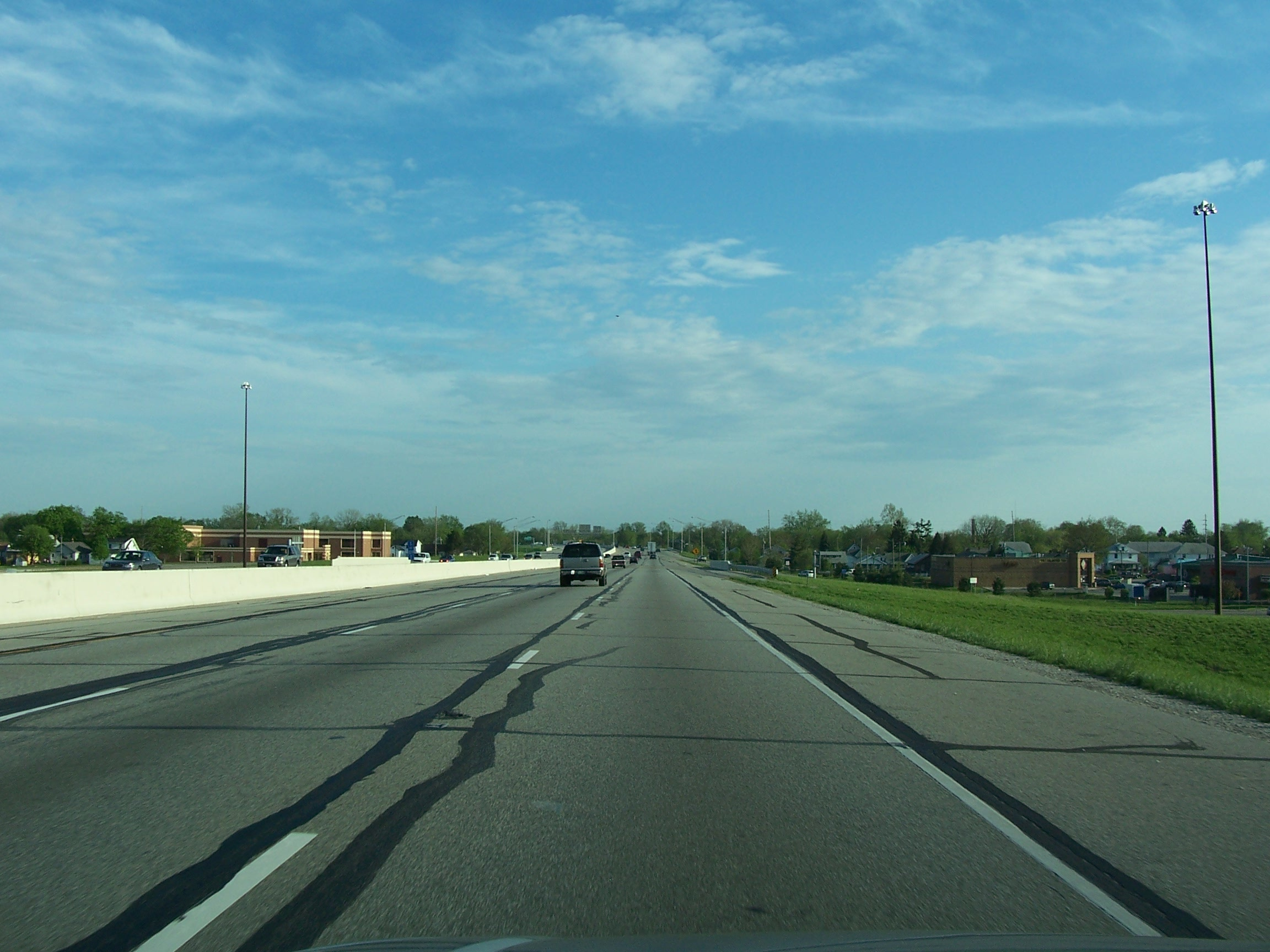
Az autópálya Indianapolis környékén, Indiana államban

- Alabama
- Tennessee
- Kentucky
- Indiana

### Nagyobb városok
- Mobile, Alabama
- Montgomery, Alabama
- Birmingham, Alabama
- Nashville, Tennessee
- Louisville, Kentucky
- Indianapolis, Indiana

### Fontosabb kereszteződések
- Interstate 10 - Mobile, Alabama
- Interstate 85 - Montgomery, Alabama
- Interstate 20 és  Interstate 59 - Birmingham, Alabama
- Interstate 22 - Birmingham, Alabama
- Interstate 24 - Nashville, Tennessee
- Interstate 40 - Nashville, Tennessee
- Interstate 64 - Louisville, Kentucky
- Interstate 74 és  Interstate 70 - Indianapolis, Indiana
- Interstate 80 és  Interstate 94 - Gary, Indiana
- Interstate 90 és - Gary, Indiana

## Fordítás
- Ez a szócikk részben vagy egészben  az   Interstate 65 című angol Wikipédia-szócikk fordításán alapul.  Az eredeti cikk szerkesztőit annak laptörténete sorolja fel. Ez a jelzés csupán a megfogalmazás eredetét és a szerzői jogokat jelzi, nem szolgál a cikkben szereplő információk forrásmegjelöléseként.